# Kemmaten (Neustadt bei Coburg)
Kemmaten ist ein Stadtteil der oberfränkischen Stadt Neustadt bei Coburg im Landkreis Coburg.

## Lage
Kemmaten liegt etwa fünf Kilometer südwestlich von Neustadt am Fuß des rund einhundert Meter höheren Kemmater Berges. Gemeindeverbindungsstraßen führen nach Haarbrücken und Boderndorf durch den Ort.

## Geschichte
Kemmaten wurde erstmals 1157 in einer Tauschurkunde erwähnt. Graf Hermann von Wohlsbach übergab dem Kloster Banz damals Besitz in Welchendorf und erhielt dafür einen Hof in „Cheminate“ und zehn Pfund Silber. Die Urkunde gilt allerdings als gefälscht.
Vom Bau eines herrschaftlichen Hauses hat der Ort seinen Namen erhalten. Unter dem althochdeutschen „cheminata“ verstand man anfangs ein mit einer Feuerstätte versehenes Gemach und später auch ein festgebautes, steinernes Wohnhaus, das eine Heizeinrichtung hatte.
Das Dorf war Sitz der niederadligen Familie von Kemmaten. Seit dem Spätmittelalter wohnten keine Mitglieder der Adelsfamilie, die im Jahr 1600 ausstarb, in Kemmaten. 1501 gab es in dem Ort sechs Güter. Vor dem Dreißigjährigen Krieg lebten in Kemmaten acht wehrfähige Männer, im Jahr 1630 waren es noch vier.
Kemmaten gehört seit dem Mittelalter zur Kirchengemeinde Fechheim. Die Kinder gingen in der ersten Hälfte des 19. Jahrhunderts nach Wellmersdorf in eine Präzepturschule. Im Juni 1860 wurde dort ein Schulhaus für die Kinder der Gemeinden Wellmersdorf, Boderndorf, Kemmaten und Birkig eingeweiht. Ab 1965 mussten die Schüler der Oberstufe, ab 1971 alle Schüler in Neustadt zur Schule gehen.
In einer Volksbefragung am 30. November 1919 stimmten zwei Kemmatener Bürger für den Beitritt des Freistaates Coburg zum thüringischen Staat und 29 dagegen. Somit gehörte ab dem 1. Juli 1920 Kemmaten zum Freistaat Bayern.
Bei der Reichstagswahl vom 5. März 1933 bekam die NSDAP in Kemmaten 40 Stimmen von insgesamt 46 abgegebenen.
Im Ersten Weltkrieg verloren sieben und im Zweiten Weltkrieg fünf Kemmatener Soldaten ihr Leben.
Am 1. Januar 1971 wurde Kemmaten nach Haarbrücken eingegliedert. Am 1. Mai 1978 folgte die Eingemeindung von Haarbrücken nach Neustadt und Kemmaten wurde ein Stadtteil der Großen Kreisstadt.
Die Trinkwasserversorgung erfolgte früher durch Haus- und Laufbrunnen. Eine gemeindeeigene Anlage mit Hausanschlüssen gab es ab 1935. Nach 1967 erfolgte die Wasserversorgung durch den Zweckverband Spittelsteiner Gruppe, der 1986 durch die Stadtwerke Neustadt übernommen wurde. Stromlieferanten waren ab 1922 das Überlandwerk der Gumpertschen-Mühle in Mupperg und ab dem Februar 1935 das Bamberger Überlandwerk Oberfranken. 1997 übernahmen die Stadtwerke Neustadt die Stromversorgung. 1987 hatte Kemmaten 17 Wohngebäude, von denen sechs nach 1949 entstanden waren.

## Einwohnerentwicklung
| Jahr | Einwohnerzahl |
| ---- | ------------- |
| 1900 | 80            |
| 1925 | 83            |
| 1933 | 82            |
| 1939 | 76            |
| 1946 | 109           |
| 1950 | 109           |
| 1961 | 84            |
| 1980 | 83            |
| 1987 | 75            |
| 2013 | 73            |
| 2020 | 71            |